# بيسلان

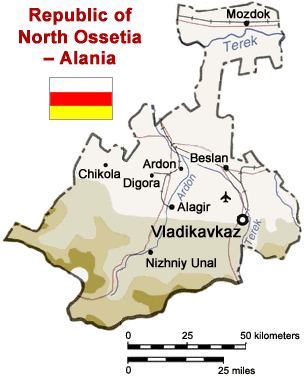
خريطة أوسيتيا الشمالية-ألانيا

بيسلان (بالروسية: Беслан) هي إحدى مدن روسيا في روسيا الاتحادية أوسيتيا الشمالية - ألانيا. يبلغ عدد سكانها حوالي 36200 نسمة حسب احصائية عام 2007. تقع المدينة في جمهورية اوسيتيا الشمالية (الانيا) على بعد 15 كم من عاصمة الجمهورية (فلاديقفقاز) و 8 كم فقط من جمهورية انغوشيا المسلمة والمتصفة بالاضطرابات والتفجيرات الشبه اليومية فيها، تتوزع سكانيا وعرقيا ودينيا بالشكل الاتي: 81% أوسيتيون، 14% روس 5% جورجيون وشيشان وغيرهم، 91% من السكان مسيحيون، بالإضافة إلى 9% مسلمون يعيشون في وئام وسلام وتسامح بعيدا عن النعرات العرقية والطائفية. شهدت هذه المدينة عدوانا من قبل الارهابيين الانغوشيين الذين يدعون الجهاد، فهجموا على إحدى المدارس في هذه المدينة ذات الأغلبية المسيحية وقتلوا 330 شخصا بينهم 186 طفلا من طلاب المدرسة، وما لا يقل عن 700 جريح أغلبهم من طلاب المدرسة في بسلان، منهم 20 حالة وصفت بالخطيرة.

## أعلام
- اسلان زاسييف
- ألان دزاغويف